# Gaspard II de Coligny
Gaspard II de Coligny (ur. 16 lutego 1519 w Châtillon-sur-Loing; zm. 24 sierpnia 1572 w Paryżu) – francuski admirał, przywódca hugenotów w czasie wojen religijnych we Francji (1562–1570).

## Życiorys
Coligny był synem Gasparda I de Coligny (marszałka Châtillon) i Luizy de Montmorency. W wieku 22 lat przybył na dwór królewski, gdzie zaprzyjaźnił się m.in. z François de Lorraine - 2. księciem de Guise. Wziął udział w wojnach włoskich w 1544, osiągając stopień generała pułkownika. W 1552 zostaje mianowany admirałem Francji. Następnie walczy z Hiszpanami, przez których zostaje pojmany i uwięziony na okres dwóch lat.
Mimo że już w 1555 Coligny obmyślał plany stworzenia kolonii hugenockiej w Brazylii to praktycznie aż do 1560 nie ujawniał się ze swoim przejściem na protestantyzm. Korzystając z ochrony swojego wuja Montmorency domagał się swobód religijnych, w czym uzyskał poparcie kanclerza Michela de L'Hospitala a przez pewien okres nawet Katarzyny Medycejskiej. Jego przejście na protestantyzm miało bardziej wymiar polityczny niż religijny i było częściowo spowodowane konfliktem z katolickimi książętami z rodziny Gwizjuszy (de Guise). Coligny w protestantyzmie upatrywał narzędzia do zapewnienia porządku i dyscypliny.
W 1562 wybuchła we Francji wojna domowa o podłożu religijnym. Coligny niechętnie przyłączył się do walki. W lutym 1563, gdy został zamordowany Franciszek de Guise, wdowa po nim, Anna d’Este, szukała możliwości pozwania de Coligny'ego, bo uważała go za odpowiedzialnego za śmierć męża. W ciągu następnych 3 lat wnosiła petycje do króla i pozwy sądowe. W styczniu 1566 rada królewska uznała oskarżonego niewinnym.
Po śmierci księcia Condé stał się głównym przywódcą hugenotów. Pomimo klęski pod Moncontour (1569) udało mu się odtworzyć armię protestancką na południu kraju i dojść z nią do górnego odcinka Sekwany. Dzięki temu hugenotom udało się doprowadzić do zawarcia korzystnego dla nich porozumienia pokojowego w Saint-Germain (1570).
W 1571 Coligny wraca na dwór królewski i zaczyna wywierać coraz większy wpływ na króla Karola IX. Zaczął planować użycie połączonej armii francuskich katolików i hugenotów przeciwko Hiszpanii w zbuntowanych Niderlandach. Sukces odniesiony przez protestantów poza granicami Francji miał wzmocnić ich pozycję w tym kraju m.in. poprzez osłabienie katolickiej Hiszpanii i wyparcie jej z północnej Europy. Oprócz tego Coligny dzięki pokonaniu Hiszpanii liczył na szczególne względy króla. Plany Coligny'ego napotkały na zdecydowany opór Katarzyny Medycejskiej i rodziny Gwizjuszy, dla których Hiszpania była naturalnym sprzymierzeńcem. 
22 sierpnia 1572 w Paryżu miał miejsce nieudany zamach na Coligny'ego. Admirał został postrzelony w ramię i palec, jednakże, poza tym, że amputowano mu palec, nie odniósł groźniejszych obrażeń . Król po tym wydarzeniu udał się do niego i obiecał przeprowadzenie dokładnego śledztwa w tej sprawie . Krótko później jednak Karol zdecydował się na zlikwidowanie najważniejszych przywódców hugenockich, w tym Coligny'ego . Karol i jego doradcy obawiali się, że nieudany zamach na życie Coligny'ego wywoła bunt hugenotów, pragnęli powstrzymać rebelie, zdusić ją w zarodku .

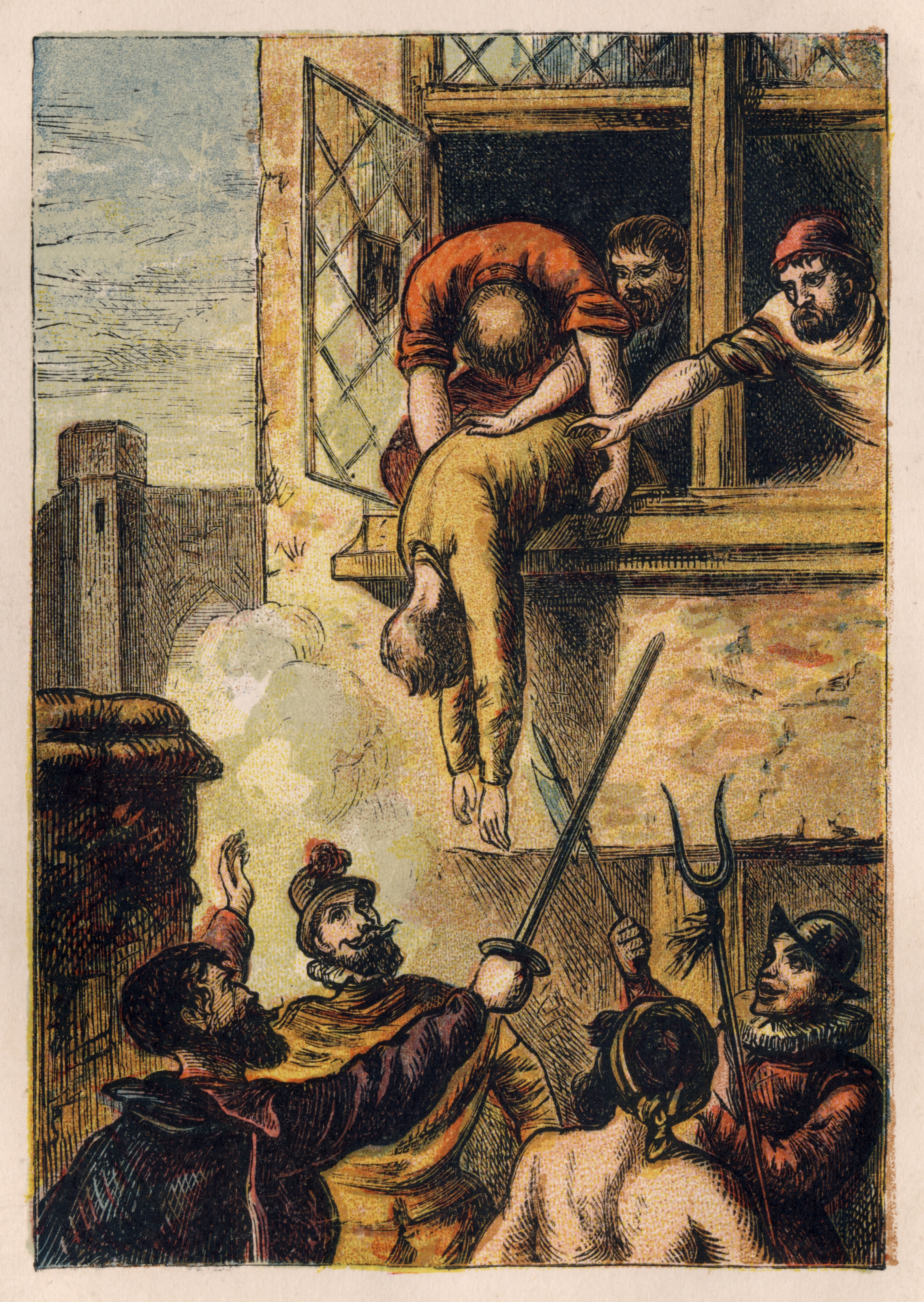
"Śmierć Admirała de Coligny", z kopii Foxe's Book of Martyrs z roku 1887

Według niektórych historyków zamach na życie zaplanowała Katarzyna Medycejska, która obawiała się, że Coligny zdobędzie wpływ na jej syna, króla, i odsunie ją od władzy . Inni historycy kwestionują rolę Katarzyny, wskazują, że morderstwo było planowane przede wszystkim przez rodzinę Gwizjuszy, rząd Hiszpanii i papieża . 
Rankiem 24 sierpnia najemnicy Henryka Gwizjusza zaatakowali dom, w którym przebywał Coligny. Admirał został wielokrotnie uderzony, a następnie jeszcze ciągle żywy wyrzucony przez okno, później odcięto mu głowę . Głowę zaniesiono królowi i jego matce, następnie zabalsamowano i przesłano papieżowi do Rzymu . Ciało było poniewierane przez tłum w Paryżu, pochowano je w tajemnicy dopiero kilka dni później . Większość współczesnych, mając w pamięci ataki Anny d’Este na Coligny'ego, uważała ją za stojącą za zamachem. 
Morderstwo zainicjowało rzeź protestantów w Paryżu, znaną jako Noc św. Bartłomieja .

## Życie rodzinne
Z pierwszą żoną - Charlotte de Laval (1530-1568), Coligny miał następujące potomstwo: 
- Louise de Coligny (1555-1620), czwartą i ostatnią żonę Wilhelma I Orańskiego,
- François de Coligny (1555-1591), admirała Gujenny,
- Charles de Coligny (1564-1632), markiz d'Andelot.

Z drugą żoną - Jacqueline de Montbel (zm. 1588), hrabiną d'Entremont i Launay-Gelin, miał jedną córkę:
- Beatrice de Coligny (ur. 1572), hrabinę Entremont.